# Santa-Reparata-di-Moriani
Santa-Reparata-di-Moriani (en idioma corso Santa Riparata di Moriani) es una comuna y pequeña población de Francia, en la región de Córcega, departamento de Alta Córcega.
Su población en el censo de 1999 era de 43 habitantes.

## Demografía
| 117 | 130 | 83 | 51 | 37 | 43 |
| Para los censos de 1962 a 1999 la población legal corresponde a la población sin duplicidades (Fuente: INSEE [Consultar]) |     |    |    |    |    |

- Datos: Q614641
- Multimedia: Santa-Reparata-di-Moriani / Q614641

1. ↑  Worldpostalcodes.org, código postal n.º 20230.
2. ↑  INSEE, Datos de población para el año 2012 de Santa-Reparata-di-Moriani (en francés).